# Ішемгулов Амір Мінніахметович
Ішемгулов Амір Мінніахметович (* 22 травня 1960, пос. Алімгулово Юмагузінского району БАССР (Кугарчинський район Республіки Башкортостан) — 29 жовтня 2020) — зоотехнік, Доктор біологічних наук (2005), професор (2006). Заслужений діяч науки Російської Федерації (2008), заслужений працівник сільського господарства Республіки Башкортостан (2003).

## Біографічні відомості
Батьки — Мінніахмет Сафієвич і Шагур Сунгатівна — відомі педагоги, які працювали вчителями і директорами сільських шкіл. Рід Ішемгулових в різний час дав багато відомих людей: вчителів, чільних керівників, державних діячів, письменників і вчених.
У 1977 році Амір Ішемгулов закінчив Тляумбетівську середню школу Кугарчинського району.
Закінчив Башкирський сільськогосподарський інститут (1984). У 1988-98 (з перервою) працював у Башкирському науково-дослідному проектно-технологічному інституті тваринництва та кормовиробництва (з 1996 зав. Лаб.). У 1992-95 директор НВП «Еліта» (Уфа). З 1998 директор, з 2003 — генеральний директор Башкирського науково-дослідного центру з бджільництва і апітерапії.
Наукові дослідження присвячені проблемам створення високопродуктивного молочного стада корів чорно-рябої породи, селекції та технології утримання башкирської популяції бджіл, розвитку народної медицини та апітерапії. За участю науковця розроблено понад 200 видів лікувально-профілактичних і харчових продуктів, косметичних засобів на основі продукції бджільництва і створена порода медоносних бджіл Башкирська (2006).
Автор понад 200 наукових праць і 6 винаходів. Нагороджений орденом Салавата Юлаєва (2010).

## Твори
- Селекція башкирської популяції бджіл. Уфа, 2001;
- Раціональне використання біологічних ресурсів Башкортостану для розвитку бджільництва. Уфа, 2005;
- Медоносні ресурси Башкортостану. Уфа, 2008 (у співавт.).